# Киприно (Большесосновский район)
Киприно — деревня в Большесосновском районе Пермского края. Входит в состав Петропавловского сельского поселения.

## Географическое положение
Расположена на правом берегу реки Лем, ниже места впадения в неё реки Иганка, примерно в 2 км к юго-западу от села Пермяки.

## Население
| 2010 |
| ---- |
| 10   |

## Топографические карты
- Лист карты O-40-85 Петропавловск. Масштаб: 1 : 100 000. Состояние местности на 1983 год. Издание 1984 г.